# 日韓秘密軍事情報保護協定
日韓秘密軍事情報保護協定（にっかんひみつぐんじじょうほうほごきょうてい、朝: 한일 군사비밀정보보호협정）は、日本と大韓民国の間で秘密軍事情報を提供し合う際、第三国への漏洩を防止するために2016年に締結した軍事情報包括保護協定（GSOMIA）である。
正式名称は秘密軍事情報の保護に関する日本国政府と大韓民国政府との間の協定（ひみつぐんじじょうほうのほごにかんする にほんこく/にっぽんこく せいふとだいかんみんこくせいふとのあいだのきょうてい、朝: 대한민국 정부와 일본국 정부 간의 군사비밀정보의 보호에 관한 협정、英: Agreement Between the Government of Japan and the Government of the Republic of Korea on the Protection of Classified Military Information）。単にGSOMIA（ジーソミア、英: General Security of Military Information Agreement）とも称される。

## 概説
2000年代以降、北朝鮮（朝鮮民主主義人民共和国）の核開発・ミサイル問題を日韓両国は強く懸念しており、またこれらの問題は両国と同盟関係にあるアメリカ合衆国にとっても重要な問題であった。
日本は日本海に飛翔したミサイルの航跡や電波傍受において優越しており、大韓民国は38度線の情勢や脱北者からの情報を掌握する立場にある。日本と韓国は同盟関係になく、日韓でGSOMIAが締結されていないことは、日米・米韓での軍事行動の際に参加していない国の保有する機密情報を使うことができず、アメリカ合衆国連邦政府の極東戦略にとっても重要な問題であった。このため、日韓GSOMIAの締結は、日米韓3か国にとって恩恵をもたらすものと見られていた。
日韓間のGSOMIAは、2011年より実務者間で交渉が進められており、2012年6月29日に締結される予定であったが、韓国側の都合により急遽延期された。
2016年に交渉が再開され、同年11月23日にソウルの韓国国防部で署名式が行われた。発効後、この協定により交換・共有された軍事機密は主に北朝鮮のミサイル発射に関する、日本側が哨戒機や偵察衛星で収集した写真資料などと韓国側が脱北者などの人間を通じて得た情報である。
協定は、1年ごとに自動更新されることとなっており、終了させる場合は更新期限の90日前（8月24日）までに相手国へ通告することとなっている。2019年8月22日に韓国が協定の破棄を決定し、日本側に伝達したが、アメリカ合衆国からの継続要請を受諾する形で、協定失効前日の2019年11月22日に開催した国家安全保障会議で協定失効通告の停止を決定した。
以降、「協定失効通告の効力停止」という不安定な状態にあり、正常な運用がされていない状態が続いていたが、2023年3月16日に行われた岸田文雄総理と尹錫悦大統領による日韓首脳会談で、尹大統領は「会談で完全な正常化を宣言した」と明らかにした。3月21日に韓国外交部は運用正常化を日本側に正式に書面で通知したと明らかにした。

## 経緯

### 2010年
2009年1月に日韓の首脳が合意した「日韓新時代共同研究プロジェクト」の報告書が2010年10月に発表された。
12月7日の日韓外相会談で日本の前原誠司外相は安全保障・防衛分野における日韓間の協力を推進していきたいと韓国側に伝えた。

### 2011年
1月10日、韓国で行われた日韓防衛相会談において、自衛隊と韓国軍が軍事物資や役務を協力し合う物品役務相互提供協定（ACSA）の内容についての意見交換と議論、情報保護協定（GSOMIA）の内容についての意見交換など、日韓両国の防衛協力・交流を拡大・深化させていくことで合意した。

### 2012年
日韓初の防衛協力協定でもあったため、李明博政権下であった2010年以降、韓国政府は日本政府と秘密交渉を行っていたが、締結直前になって条約の存在が初めて韓国国民に明らかにされると強い反対運動が起きた。
協定は2012年6月29日の午後に締結されることとなっていたが、締結予定時刻の1時間前に韓国政府から延期の申し入れがなされ、日本政府はそれを受け入れた。
2012年7月16日、金星煥外交通商相はソウルを訪問した前原誠司民主党政調会長に対し、アメリカ合衆国ニュージャージー州に設置された旧日本軍慰安婦記念碑の撤去運動を日本側が行ったことなどが署名延期の原因だと主張した。

### 2016年
2016年11月23日にソウルの韓国国防部で署名式を非公開で行い、即日発効した。
署名には日本側から長嶺安政駐韓日本国特命全権大使、韓国側は韓民求国防長官が協定文に署名した。それに伴い、22日午後朴槿恵大統領はこの協定の署名を裁可した。
韓国側は前回の反省を踏まえ、この署名に先立って行った協議過程（仮署名、次官会議、閣議決定などの予定）を公表し、また署名も行った後には協定文を公表することも表明している。

### 2019年
2018年に発生した韓国海軍レーダー照射問題では日韓の防衛当局が対立する構図となり、1月には産経新聞が協定延長の可否を言及した。また日本がキャッチオール規制の運用見直しと「輸出貿易管理令の一部を改正する政令」の公布による「ホワイト国からの韓国除外措置」の発動を行ったことを受け、韓国では延長の可否が取りざたされ、2019年7月18日には大統領府（青瓦台）の鄭義溶国家安保室長が協定の「再検討もあり得る」と破棄の可能性について言及した。韓国政府は「ホワイト国からの韓国除外措置」が「韓国を安全保障上信頼できない国である」と認定しているとして、反発を強めていた。
7月17日、日本の河野太郎外相は、両国関係が悪化しても朝鮮半島の情勢を安定させる等の目的から協定を更新して維持すべきだと発言をした。韓国大統領府は8月22日、国家安全保障会議（NSC）の常任委員会を開き、協定の破棄を決めた。8月26日、破棄決定の理由について韓国の李洛淵国務総理（首相）は、「日本が根拠も示さず、韓国を安全保障上信頼できない国であるかのようにレッテルを貼り、（輸出手続きを簡略化できる）輸出優遇国のリストから韓国を外したためだ」と説明。「日本の不当な措置が元に戻れば、わが政府もGSOMIAを再検討することが望ましい」と述べた。
協定破棄に対し、8月22日に日本の河野太郎外相は駐日韓国大使を呼んで抗議した。翌日、韓国政府から日本政府に伝達が行われたため、同年11月23日午前0時に効力を失うこととされた。
なお、韓国政府がGSOMIA破棄に踏み切ったのは文在寅大統領の最側近・曹国をめぐる疑惑から国民の目を逸らすために行ったのではないかとする見方が最大野党・自由韓国党などから指摘されていた。
10月3日、韓国は前日に北朝鮮が発射したミサイルの情報提供を行うよう日本に要請。日本側は協定自体は有効であるとして情報提供を行うこととした。
11月21日、韓国の康京和外交部長官は輸出管理強化を日本側が見直さない限り、GSOMIA破棄は「再考しないというのが現在の韓国の立場だ」と語った。
11月22日午後のNHKの報道によると、韓国政府は国家安全保障会議で協定失効通告の停止を決定し、日本政府に通告したことが判明した。なお、同日午後6時に韓国大統領府は国家安全保障会議で決定されたGSOMIA終了通告の効力を停止することと、日本が半導体原材料など3品目の対韓国輸出管理を厳格化した措置について、日韓両政府の間で対話が正常に進んでいる間は世界貿易機関（WTO）への提訴の手続きを停止することを発表した。また、日本の経済産業省は2016年6月以来途絶していた日韓の貿易管理についての局長級の政策対話を再開すると発表した。また、GSOMIA継続について、アメリカ国務省は「判断を歓迎する」とする声明を発表した。
韓国政府による協定失効停止の決定については、韓国側の「条件付き終了延期」とする見解に対し、日本側の「日本外交の勝利」「パーフェクトゲーム」という報道により解釈の相違が表面化した。11月24日、韓国大統領府の鄭義溶安保室長は、日本の経済産業省による「個別審査を通した許可実施方針には変わりがない」との発表について合意内容と相違があるとして外交ルートで日本に抗議、謝罪があったと主張。また、韓国側が先にWTOへの提訴手続きを中止して協議を始めたことについても否定した。一方、25日に菅官房長官は政府として韓国に謝罪したことはないと反論。梶山弘志経済産業大臣は、（協定失効回避の表明は）輸出管理をめぐる韓国との対話には影響は出ないとの見方を示した。

## 2019年、韓国による協定破棄表明に対する各国の反応

### アメリカ合衆国
アメリカは日韓の情報共有が米軍の行動を有利とするものであるため、日韓のGSOMIA締結を仲介してきた経緯がある。韓国政府が日韓GSOMIAの延長問題に言及した2019年7月18日、アメリカ国務省報道官室は、「ボイス・オブ・アメリカ」を通じて、北朝鮮の最終的で完全に検証可能な非核化を達成して地域平和を実現するために「GSOMIAを全面的に支持する」と発表し、協定の継続を求めていた。8月9日に訪韓したマーク・エスパー国防長官も、鄭景斗韓国国防部長官に対し「協定継続の必要性」を訴えていた。
米国政府の事前の要請にもかかわらず、韓国政府が破棄を発表した8月22日、アメリカ国防総省とマイク・ポンペオ国務長官は韓国の破棄決定について、強い懸念と失望を表明した。8月28日、国防総省アジア太平洋地域安全保障政策統括のランドール・シュライバー国防次官補は改めて強い懸念と失望を表明し、再考を求めた。さらに韓国政府がアメリカ政府に破棄の事前通告を行い、了承を得ていたと発表したことに対しては、通告はなかったと回答している。
またこの日、韓国外交部の趙世暎第1次官は、ハリー・B・ハリス・ジュニア駐韓アメリカ大使を呼び、韓国政府の今回の決定についてアメリカ政府が失望と懸念を繰り返し表明することを自粛するよう求めている。8月29日に韓国大統領府は、破棄の決定は国益に沿ったものであり、「同盟関係であっても、韓国の国益のためには、何も優先することはできない」として、米韓同盟より破棄を優先させるべきだとコメントしている。
11月14日前後には米韓軍事委員会会合に合わせて訪韓した米国マーク・ミリー統合参謀本部議長、マーク・エスパー国防長官らが韓国の文在寅大統領らに直接面会して日韓GSOMIA破棄の撤回を要求したが、韓国側は「日本が輸出規制を解除しない限り、破棄の撤回は難しい」とした。
11月21日、アメリカ合衆国議会上院は日韓GSOMIAの重要性を訴える決議案を可決した。

### 北朝鮮
2019年7月28日、北朝鮮の対外宣伝サイト「わが民族同士」は、日韓秘密軍事情報保護協定を批判し、韓国に対して「協定の破棄」を要求した。9月2日、朝鮮労働党の機関紙「労働新聞」は、「破棄は南の民心を反映したもので当然だ」とし、李洛淵首相が半導体関連物品の輸出に関する日本側の措置が撤回されれば協定の破棄について再検討するとしたことには、「アメリカと日本の顔色をうかがっており、優柔不断だ。民心に逆らう行為だ」と批判している。また、韓国が破棄決定を撤回したことについて、北朝鮮は韓国との窓口機関である祖国平和統一委員会が運営するウェブサイトに論評を掲載し、この中で「アメリカが協定の破棄を撤回するよう、強盗のように迫った」と伝え、アメリカが韓国に対し圧力をかけたと批判した。さらにGSOMIAに関して、「日本に軍国主義復活と朝鮮半島を再び侵略するための足がかりを提供する売国的な協定だ」としている。